# Petrus Erici Drivius
Petrus Erici Drivius, död 25 oktober 1642 i Arboga, var en svensk kyrkoman och riksdagsman.

## Biografi
Det finns inga säkra uppgifter om hans bakgrund. Muncktell gissar att en Jon Smältare var hans styvfar och att han möjligen var född i Torsångs socken, men att han också kan ha varit från Stora Kopparbergs socken. Han brukade nämligen både Torsång och Kopparberget som tillnamn. Han prästvigdes i Västerås, och studerade därefter vid flera tyska universitet. 1603 blev han magister vid universitetet i Wittenberg. Samma år blev han rektor vid Västerås skola där han också var lektor, samtidigt som han var predikant vid Västerås domkyrka. Han tillträdde 1612 som kyrkoherde i Arboga socken där han likaså blev kontraktsprost.
Drivius var fullmäktig för prästeståndet vid riksdagarna 1609, 1610, 1611—1612, 1617, 1633 och 1636. Han ingick i consistorium majus.
Drivius hustru Brita var dotter till kyrkoherden i Rättvik Andreas Nicolai Dalekarlus. Dottern Anna var gift med Olaus Johannis Schult, dottern Margareta med Eric Brandt i Sala, och dottern Kristina med en bror till Mattias Biörenklo, assessorn i Dorpat Thomas Erici Mylonius.